# Biografielijst Gm

## Gme

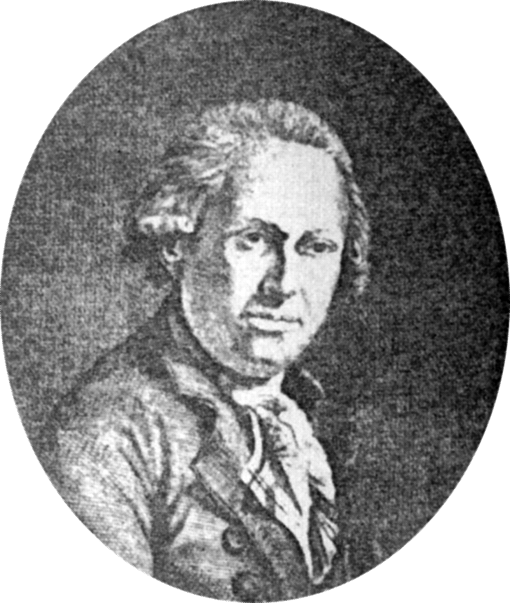
Johann Friedrich Gmelin

- Jan Gmelich Meijling (1936-2012), Nederlands staatssecretaris
- Ab Gmelig Meyling (1909-1991), Nederlands architect
- Charles Gmelin (1872–1950), Brits atleet
- Christian Gmelin (1792–1860), Duits scheikundige
- Johann Friedrich Gmelin (1748-1804), Duits natuurwetenschapper, botanicus, malacoloog en entomoloog
- Johann Georg Gmelin (1709–1755), Duits botanicus